# Pohamuj entuzjazm
Pohamuj entuzjazm (w oryg. Curb Your Enthusiasm) – amerykański sitcom, z jednym z twórców Kronik Seinfelda, Larrym Davidem w roli samego siebie.
Program jest produkowany i emitowany na antenie HBO. Serial ma swoje korzenie w godzinnym paradokumencie zatytułowanym Larry David: Pohamuj Swój Entuzjazm, który początkowo miał być tylko jednorazowym projektem. We wrześniu 2011 zakończono nadawanie 8. sezonu serialu. Na platformie HBO dostępnych jest obecnie wszystkich 11 sezonów serialu. Serial zakończył się 7 kwietnia 2024.

## O serialu
Kanał HBO wyemitował 15 października 2000 pierwszy odcinek Pohamuj Swój Entuzjazm. Głównym bohaterem jest David, grający odrobinę przerysowaną wersję samego siebie, w towarzystwie swoich hollywoodzkich przyjaciół, zazwyczaj granych przez samych siebie. Należą do nich m.in. Ted Danson, Mary Steenburgen, Wanda Sykes, oraz Richard Lewis. Serial kręcony jest na lokacjach w zachodniej części Miasta Aniołów, ale także w Beverly Hills, Culver City oraz Santa Monica, w Kalifornii. Znaczna większość fabuły skupia się wokół sposobu, w jaki Larry – miłośnik świętego spokoju i własnego spojrzenia na świat, próbuje żyć wśród ludzi, którzy wydaje się, że bez końca próbują coś na kontakcie z bogatym producentem wygrać. Dialogi postaci są improwizowane, a sami aktorzy dostają od scenarzysty tylko ogólne wytyczne (wskazówki istotne dla ciągu fabularnego) tego, jak ma się potoczyć rozmowa. Wśród pojawiających się w serialu gwiazd, wystąpili m.in. Mel Brooks, Martin Scorsese, Ben Stiller, Shaquille O’Neal, David Schwimmer, David Spade, Christan Slater, Rosie O’Donell, Anne Bancroft, Meg Ryan, Vivica A. Fox, Michael York, Vince Vaughn, Michael j. Fox, Gina Gershon, Elisabeth Shue, Dustin Hoffman, Sacha Baron Cohen, Elisabeth Banks, Salman Rushdie, Sean Penn, Mila Kunis, Jonah Hill oraz załoga Kronik Seinfelda.

## Główne postaci
- Larry David – egocentryczny, łysy, starszy pan, który jest przekonany o wyższości swojego spojrzenia na świat od innych, jednocześnie nagminnie tępiący innych ludzi za robienie dokładnie tego samego. Larry’emu zdarza się mieć i dobre intencje swoich poczynań, ale te zawsze muszą rozbić się o mur, przyjętych przez społeczeństwo reguł gry. W angielskim jęz. potocznym wyraża się to poprzez termin „moment Larry’ego Davida”[4] Skali porównań, oraz tego, jak wiele Davida „człowieka” jest w Davidzie „postaci” możemy się tylko domyślać.
- Jeff Greene (Jeff Garlin) – jeden z nielicznych przyjaciół Larry’ego, a zarazem jego menadżer. Wydaje się, że najsilniejszym z więzów, który łączy obu panów, są ich wspólne próby maskowania rzeczywistości przed swoimi małżonkami. Zdrady Jeffa i jego zainteresowanie pornografią mogą i są przyczyną konfliktów w ich wspólnych relacjach.
- Cheryl David (Cheryl Hines) – Cheryl często pełni w serialu rolę głosu rozsądku, która powstrzymuje Larry’ego w sytuacjach, które wymykają mu się spod kontroli. Wśród głównych postaci jest jedyną chrześcijanką, podobnie jak jej odpowiedniczka w prawdziwym życiu, Cheryl porzuciła swoją karierę na rzecz pracy dla dobra środowiska.
- Susie Greene (Susie Essman) – Bardzo głośna i najbardziej przeklinająca postać w serialu, używająca swojego krzykliwego głosu wszędzie wtedy, kiedy jej mąż, próbuje ukrywać przed nią prawdę. Konflikty na linii Susie-Larry, są jednymi z najwyrazistszych i najlepiej zapamiętywanymi, ze względu na swoją intensywność.

## Motywy
W tym serialu historia przewodnia odgrywa kluczową rolę i są niej podporządkowane fabuły wszystkich sezonów, oprócz pierwszego. Odpowiednio:
- Sezon 2 – kolejny przykład historii szkatułkowej, gdzie Larry próbuje nakręcić sitcom z gwiazdami ze swojego poprzedniego serialu.
- Sezon 3 – David angażuje się w projekt budowy ekskluzywnej restauracji.
- Sezon 4 – Mel Brooks angażuje Larry’ego do swojego przedstawienia teatralnego Producenci.
- Sezon 5 – Richard Lewis szuka dawcy nerki, a Larry podejrzewa, że jest adoptowany.
- Sezon 6  – przygarnięcie rodziny ofiar Huraganu Katrina oraz separacja z Cheryl.
- Sezon 7 – spotkanie z załogą Kronik Seinfelda po latach i próba powrotu do Cheryl.
- Sezon 8 – Larry rozwodzi się z Cheryl i cieszy się życiem singla.
- Sezon 9 – Larry tworzy musical „Fatwa”, w którym naśmiewa się z irańskiego Ajatollaha, za co sam zostaje obłożony fatwą, niczym niegdyś sam Salman Rushdie.
- Sezon 10 - Larry w zemście otwiera kawiarnię obok Mocha Joe.
- Sezon 11 - Larry kręci serial o jego młodości.

W tle tych historii następuje cały ciąg innych zdarzeń, będących konsekwencją interakcji z napotkanymi (celem realizacji głównego ciągu fabularnego) postaciami.

## Nagrody i wyróżnienia
Pohamuj entuzjazm otrzymał 43. nominacje do nagrody Emmy wygrywając dwie statuetki w 2003 i 2012 r. Serial otrzymał także 5 nominacji do nagrody Złoty Glob – wygrywając w 2002 r. w kategorii „Najlepszy serial komediowy lub musical”. Serial był nominowany do 5 nagród Gildii Aktorów Ekranowych oraz 6 nagród Stowarzyszenia Reżyserów Ameryki (wygrywając w 2003 i 2005 r.). Łącznie zdobył 12 nagród i 78 nominacji.